# Балка Мала Водяна
Балка Мала Водяна — балка (річка) в Україні у Долинському районі Кіровоградської області. Ліва притока річки Бокової (басейн Дніпра).

## Опис
Довжина балки приблизно 6,18 км, найкоротша відстань між витоком і гирлом — 5,86 км, коефіцієнт звивистості річки — 1,05. Формується декількома струмками та загатами. На деяких ділянках балка пересихає.

## Розташування
Бере початок на південно-західній стороні від села Водяне. Тече переважно на південний захід через село Ситаєве й у селі Варварівка впадає в річку Бокову, праву притоку річки Інгульця.